# Agapanthia pustulifera
Agapanthia pustulifera — вид жесткокрылых из семейства усачей.

## Распространение
Распространён на Ближнем Востоке (Израиль, Сирия, Ливан)

## Описание
Жук длиной от 13 до 19 мм. Время лёта с мая по июнь.

## Развитие
Жизненный цикл вида длится год.